# Millidgea verrucosa
Millidgea verrucosa là một loài nhện trong họ Linyphiidae.
Loài này thuộc chi Millidgea. Millidgea verrucosa được George Hazelwood Locket miêu tả năm 1968.